# Miniopterus macrocneme
Miniopterus macrocneme és una espècie de ratpenat de la família dels minioptèrids. Viu a Indonèsia, Nova Caledònia, Papua Nova Guinea, Salomó i Vanuatu. Té una àmplia d'hàbitats naturals, des de boscos tropicals de plana fins a herbassars subalpins. És caçat per pobles indígenes de Nova Guinea, però no se sap si això és una amenaça significativa per a la supervivència d'aquesta espècie.